# Ludmiła Karpowiczowa
Ludmiła Karpowiczowa (ur. 13 lutego 1903 w Sarykamyszu na Kaukazie, zm. 25 września 1973 w Warszawie) – polska botanik, docent doktor Uniwersytetu Warszawskiego.

## Życiorys
Córka lekarza Mieczysława Chlewińskiego i Marii z Leszczyńskich. Ukończyła gimnazjum w Winnicy, od 1921 do 1925 studiowała na Wydziale Matematyczno-Przyrodniczym Uniwersytetu Warszawskiego. W 1929 obroniła doktorat napisany pod kierunkiem prof. Bolesława Hryniewieckiego. W Zakładzie Historii Nauki i Techniki PAN przewodniczyła Zespołowi Historii Botaniki.
Od 1948 związana zawodowo z Ogrodem Botanicznym Uniwersytetu Warszawskiego, początkowo jako starszy asystent, adiunkt, od 1956 docent i od 1960 dyrektor. W latach 1950–1958 była w Ministerstwie Oświaty członkiem komisji programowej i oceniającej podręczniki i pomoce szkolne z zakresu biologii. Od 1951 przewodniczyła Komisji Popularyzacji przy Zarządzie Głównym Polskiego Towarzystwa Botanicznego. Od 1954 przez dwadzieścia lat redagowała Biuletyn Ogrodów Botanicznych, początkowo drukowany w „Acta Societatis Botanicorum Poloniae”, a od 1957 w „Wiadomościach Botanicznych” co kwartał publikowano prace dotyczące m.in. doświadczeń aklimatyzacyjnych; łącznie ukazało się 240 prac. Powołała do życia 10 marca 1962 Komisję Nazewnictwa, która zajmowała się ustalaniem polskich nazw dla roślin obcego pochodzenia. Od 1963 do 1968 pod jej kierunkiem opublikowano pięć zeszytów Projektu nazw roślin zielnych i drzewiastych, na ich podstawie pod jej redakcją powstał opublikowany w 1972 Słownik nazw roślin zielnych i drzewiastych, rok później ukazał się do niego suplement.
Dzięki jej kierownictwu w 1966 warszawski Ogród Botaniczny UW został przyjęty do Międzynarodowego Towarzystwa Ogrodów Botanicznych. Doprowadziła do rekonstrukcji pomników Michała Schuberta (odsłonięcie 5 maja 1962) i Jakuba Wagi (odsłonięcie 30 maja 1964) oraz tablicy ku czci Konstytucji 3 Maja, która została zniszczona przez Niemców, a po odtworzeniu umieszczona w historycznych fundamentach Świątyni Opatrzności. 18 maja 1968 w 150 rocznicę Ogrodu odsłonięto ustawiony z jej inicjatywy przy wejściu do Ogrodu głaz narzutowy z wykutym napisem, który wymieniał zasługi profesorów Zygmunta Wóycickiego, Bolesława Hryniewieckiego i Romana Kobendzy. Decyzją Prezydium Stołecznej Rady Narodowej Ogród został odznaczony medalem „VII wieków Warszawy”.
Z jej inicjatywy w 1972 powstała Rada Ogrodów Botanicznych i Arboretów w Polsce. Organizowała wystawy m.in. Piękno jesieni w 1963, wykłady radiowe, programy telewizyjne o botanice, pokazy filmów botanicznych.
Zginęła tragicznie w drodze do pracy, na dzień przed uroczystością ku czci 25-lecia jej pracy zawodowej w Ogrodzie Botanicznym UW.
Zmarła w Warszawie, pochowana 1 października 1973 na cmentarzu Powązkowskim (kwatera 349-2-6).

## Ordery i odznaczenia
- Krzyż Kawalerski Orderu Odrodzenia Polski (1972)
- Złoty Krzyż Zasługi (1956)
- Medal 10 lecia Polski Ludowej (19 stycznia 1955)[4]